# Abdul Kalám
Avul Pákir Zainulábidín Abdul Kalám (tamilsky அவுல் பகீர் ஜைனுலாப்தீன் அப்துல் கலாம்; 15. října 1931, Tamilnádu – 27. července 2015, Šilaung), přezdíván „Pan Raketa“, byl raketový vědec a prezident Indie.
Stál v čele organizace pro obranný vývoj a výzkum. Byl leteckým inženýrem bez větších politických zkušeností, stál však u všech vědecko-technických mezníků v nejnovějších indických dějinách. Pocházel z rodiny negramotného výrobce člunů z Tamilnádu. Znal poezii a indickou filozofii. I když vyrostl v muslimské rodině, za muslima se neoznačoval a denně četl hinduistické texty.
Kandidoval za vládní koalici a mezi 25. červencem 2002 až 25. červencem 2007 byl prezidentem Indie.